# Fokker T.IV
Le Fokker T.IV était un hydravion néerlandais pour la reconnaissance maritime et bombardier-torpilleur des années 1920 et 30. Volant pour la première fois en 1927, il a servi dans l'Aviation militaire de l'armée royale des Indes néerlandaises (ML-KNIL) aux Indes orientales néerlandaises jusqu'à ce qu'ils soient détruits en 1942, lors de l'invasion japonaise des Indes orientales néerlandaises.

## Conception et développement
Le Fokker T.IV fut développé pour répondre aux exigences de la Marine royale néerlandaise demandant un avion de patrouille maritime et bombardier-torpilleur, pour être utilisé aux Indes néerlandaises. Volant la première fois le 7 juin 1927, Le T-IV était un gros hydravion bimoteur monoplan à aile surélevée et profond, avec un fuselage à tablette. Un cockpit logeant deux pilotes, alors que l'avion avait un armement défensif de trois mitrailleuses situées dans le nez, sur la partie dorsale et sur la partie ventrale, tout en transportant une torpille ou 800 kg de bombes. La version initiale était propulsée par deux moteurs Lorraine-Dietrich de 450 ch (335 kW).
En 1935, Fokker a produit une version améliorée, le T.IVa, en supplément aux T.IV existant en service. Les moteurs en étoile Wright Cyclone remplaçaient les Lorraine-Dietrich, tandis qu'on fournissait aux pilotes un habitacle fermé comprenant une bosse au-dessus de l'emplanture de l'aile, et en plus, des tourelles de mitrailleuses furent installées dans le nez et à la partie dorsale. Douze hydravions furent livrés à l'Aéronavale néerlandaise, tandis que les autres T.IV furent reconstruits aux nouvelles normes T.IVa.

## Histoire opérationnelle
Les livraisons des premiers T.IV à l'Aviation militaire de l'armée royale des Indes néerlandaises (ML-KNIL) aux Indes néerlandaises débutèrent en 1927 et se sont poursuivies jusqu'en 1930. Le second lot de 12 appareils T.IV fut livré aux Indes néerlandaises entre 1936 et 1938, avec les T.IV originaux en cours de reconstruction aussi bien que les autres T.IV.
Le T.IV s'est révélé être un appareil fiable et ayant une bonne navigabilité, et continua à être utilisé pour les patrouilles et les opérations de sauvetage en mer à partir de la base navale de Soerabaja à Java jusqu'en 1942, quand les Japonais attaquèrent les Indes néerlandaises lors de la campagne des Indes orientales néerlandaises. Tous les T.IV restants ont été détruits pendant l'invasion japonaise, soit par les bombardements japonais ou furent sabordés.

## Variantes
- T.IV : La version de production originale, était propulsé par des moteurs Lorraine-Dietrich de 335 kW (450 ch). 18 unités construites.
- T.IVa : La version modernisée avec des moteurs en étoile Cyclone, incluant un cockpit fermé et des tourelles de mitrailleuses. 12 unités construites.

## Utilisateurs
Pays-Bas
- Aéronautique navale néerlandaise

 Portugal
- Le Portugal a reçu trois T.IV, propulsé par des moteurs Rolls-Royce Eagle.

## Sources
- (en) Cet article est partiellement ou en totalité issu de l’article de Wikipédia en anglais intitulé « Fokker T.IV » (voir la liste des auteurs).

- Michel Ledet, Le Fokker T-IV (1re partie), revue Avions no.21, novembre 1994.
- Michel Ledet, Le Fokker T-IV (2e partie), revue Avions no.22, décembre 1994.